# Осада Нижнего Новгорода (1505)
Осада Нижнего Новгорода — эпизод русско-казанской войны 1505—1507 годов. Войско Казанского ханства и Ногайской орды 6 сентября 1505 года осадило Нижний Новгород, обороняемый немногочисленным гарнизоном во главе с воеводой Хабаром Симским. Войско хана Мухаммед-Амина сожгло посад, а его загонные отряды рассеялись по окрестностям, опустошая деревни и сёла. 
Значительные русские силы, находившиеся близ Мурома, медлили с оказанием помощи Нижнему Новгороду. Укрепления города на тот момент были ветхими и оборона давалась крайне трудно. Тогда Хабар Симский решил освободить и вооружить находившихся в заключении в Нижнем Новгороде более 300 воинов Великого княжества Литовского, взятых в плен в битве на реке Ведроши в 1500 году. Этот шаг оправдал себя. Опытные воины, в большинстве своём литовско-русского происхождения, отважно и умело сражались на городских стенах. Казанско-ногайское войско несло значительный ущерб от огня крепостных орудий и лихих вылазок гарнизона. Пушечным ядром был убит предводитель ногайского отряда. Между казанцами и ногайцами возникли конфликты, из-за которых ногайцы 6 октября покинули своих союзников. Ввиду подхода русских отрядов из-под Мурома осада была снята и казанцы также отступили от Нижнего Новгорода.
На месте гибели ногайского мурзы была построена церковь Илии Пророка. После неудачи под Нижним Новгородом хан Мухаммед-Амин был вынужден перейти к пассивной тактике. Хабар Симский испросил у Василия III помилования для «литовских сидельцев». Они были отпущены на свободу и даже награждены. Большинство из них осталось на русской службе.